# Rock and Roll (píseň, Gary Glitter)
"Rock and Roll", někdy také "The Hey Song" je singl britského glam rockera Gary Glittera, vydaná na albu Glitter v roce 1972. Gary Glitter ji napsal společně s Mikem Leanderem. Na singlu byla píseň rozdělena na dvě části Rock and Roll Part 1 a Rock and Roll Part 2, ale při koncertech je hrál jako jeden celek.

## Seznam skladeb
- Strana A: Rock and Roll Part 1 (3:02)
- Strana B: Rock and Roll Part 2 (3:10)